# 21404 Atluri
A 21404 Atluri (ideiglenes jelöléssel 1998 FD61) a Naprendszer kisbolygóövében található aszteroida. A LINEAR projekt keretében fedezték fel 1998. március 20-án.